# Deutsche Botschaft Kigali
Die Deutsche Botschaft Kigali ist die offizielle diplomatische Vertretung der Bundesrepublik Deutschland in der Republik Ruanda.

## Lage und Gebäude
Die Botschaft liegt wie viele andere ausländische Vertretungen im Stadtteil Kiyovu der ruandischen Hauptstadt Kigali. Zum 10 km östlich gelegenen internationalen Flughafen Kigali dauert die Fahrt rund 20 Minuten. Im Süden ist die Grenze zu Burundi über die Route Nationale 15 in eineinhalb Stunden zu erreichen (knapp 80 km). Nördlich über die Route Nationale 3 ist die Grenze zu Uganda knapp zwei Stunden Fahrtzeit (gut 80 km) entfernt. Der nächstgelegene Grenzübergang nach Tansania liegt südöstlich; für 160 km auf der Route Nationale 3  werden in der Regel knapp vier Stunden Fahrtzeit benötigt. Zur Grenze mit der Demokratischen Republik Kongo bei Goma am Kiwusee führt die Route National 4; auch für diese 160 km lange Strecke müssen vier Stunden als Fahrtzeit angesetzt werden.
Die Botschaft ist 5 km vom Außenministerium, das zentral im Regierungsviertel um den Kimihurura Park herum liegt, entfernt. Die Straßenadresse der Botschaft Kigali lautet: KN 27 St(reet) No. 5, Kiyovu, Kigali.
Bei dem Gebäude handelt sich um ein für Bürozwecke umgebautes großzügiges Wohnhaus in einer Gartenanlage. Für Anfang der 2010er Jahre plante die Bundesbauverwaltung die Aufstockung der Kanzlei um eine Penthousewohnung mit Nutzung als Residenz des Botschafters.

## Aufgaben und Organisation
Die Botschaft Kigali hat den Auftrag, die bilateralen Beziehungen zum Gastland Ruanda zu pflegen und die Bundesregierung über Entwicklungen im Gastland zu unterrichten. In der Botschaft werden die Sachgebiete Politik, Wirtschaft, Kultur und Bildung bearbeitet. In der Entwicklungszusammenarbeit stellt das Thema „Dezentralisierung und gute Regierungsführung“ einen Schwerpunkt dar. 
Die Botschaft bietet praktisch alle konsularischen Dienstleistungen für deutsche Staatsangehörige an (Ausnahme: Vaterschaftsanerkennungen und zugehörige formale Zustimmungserklärungen müssen in der Botschaft Nairobi durchgeführt werden). Sie stellt nationale Visa (Aufenthalt länger als 90 Tage) für Ruander aus. Für die Ausstellung von Schengen-Visa ist die Botschaft Belgiens zuständig. Ein Bereitschaftsdienst besteht für konsularische Notfälle.

### Wahrnehmung der Rolle der Botschaft in der Öffentlichkeit
Im November 2008 kam es zu Massenprotesten vor der Botschaft Kigali, bei denen Tausende Ruander gegen die Festnahme einer Vertrauten des ruandischen Präsidenten in Frankfurt am Main demonstrierten.
Im Jahr 2015 forderten die Bundestagsfraktionen der Parteien Bündnis 90/Die Grünen und Die Linke in einem Antrag im Deutschen Bundestag die Einrichtung einer Historikerkommission zur Untersuchung der Rolle der Botschaft und anderer deutscher Einrichtungen (Deutscher Entwicklungsdienst (DED) und Gesellschaft für Technische Zusammenarbeit (jetzt GIZ)) bei dem Völkermord an mehr als 800.000 Tutsi und moderaten Hutu im Jahr 1994. Es waren seinerzeit keine Warnungen der Botschaft Kigali bekannt geworden, obwohl die Botschaft selbst z. B. nur rund 500 m von dem Hôtel des Mille Collines entfernt liegt, das, wie in dem preisgekrönten Film Hotel Ruanda dargestellt, ein Zentrum für den Informationsaustausch der in Kigali anwesenden Ausländer einschließlich der UN-Missionen UNOMUR und UNAMIR war.
Im April 2019 wurde der Leiter der Botschaft Kigali zur Persona non grata erklärt und musste das Land kurzfristig verlassen. Er hatte zum 25. Jahrestag des Völkermords eine private elektronische Nachricht (E-Mail) versendet, die der Geheimdienst des Gastlands mitlesen konnte und aus der der Vorwurf abgeleitet wurde, es handele sich um ungerechtfertigte Kritik an und Beleidigung von Ruanda und seinem Präsidenten.

## Geschichte
Nachdem Ruanda am 1. Juli 1962 von Belgien unabhängig geworden war, wurde die Botschaft der Bundesrepublik Deutschland am 13. Februar 1963 eröffnet.
Die DDR und Ruanda nahmen am 14. Februar 1973 diplomatischen Beziehungen auf. Von 1973 bis 1983 waren die Botschafter der DDR in Kampala (Uganda) in Ruanda nebenakkreditiert; von 1983 bis zum Ende der Beziehungen im Jahr 1990 (Beitritt der DDR zur Bundesrepublik Deutschland) übernahmen die Botschafter der DDR in Kinshasa (damals: Zaire) die Nebenakkreditierung.